# Yassine El Kordy
Yassine El Kordy, né le 24 juillet 1985 à Casablanca, est un footballeur marocain.

## Biographie
Avec le club du Wydad de Casablanca, il participe à la Ligue des champions de la CAF 2016.

## Palmarès
Wydad Athletic Club :
- Championnat du Maroc
  - Champion : 2015 et 2017
  - Vice-champion : 2016